# Садко (фильм)
«Садко́» — советский фильм-сказка, поставленный в 1952 году режиссёром Александром Птушко по мотивам русских онежских былин о новгородском торговом человеке Садко. В фильме использованы фрагменты из одноимённой оперы Николая Римского-Корсакова.

## Сюжет
На пиру среди купцов Великого Новгорода гусляр Садко посетовал: будь у него золото и прочее богатство, то накупил бы красного товара, снарядил бы корабли и поехал бы искать пути к синему морю и далее… по далёким морям, по раздолью Земли пронёс бы он славу Великого Новгорода!
Подвернулся случай Садко: одна из дочерей морского царя помогла торговому человеку снарядить корабли и с молодецкой дружиной отправиться на Восток. Непросты приключения были у Садко на чужбине: сражался он с вероломными варягами, гостил у коварного индийского магараджи, у самого Морского царя на дне побывал. Но отовсюду живым выбирался — русская смекалка и гуслярское мастерство выручали молодца. Всё посмотрел он в странствиях и, вернувшись домой, понял, что нет краше земли родной и милей красавицы Любавы Буслаевны.

## Съёмки
На берегу Пестовского водохранилища Подмосковья были сооружены декорации Новгорода «с крепостью, домами, слободами, деревянными мостовыми и тротуарами, пристанью и тремя кораблями на плаву». Часть съёмок проходила на натуре в Крыму и павильоне Ялтинской киностудии, а также на натурной площадке Одесской киностудии — эпизод, где засыпают индийские слоны.
На роль Любавы ассистенты режиссёра Птушко долго искали молодую актрису необыкновенной славянской красоты. Наконец одним из них — Георгием Натансоном была предложена студентка актёрского факультета ВГИКа Алла Ларионова, снимавшаяся прежде только в массовке у А. Довженко. Несмотря на запрет студентам второго курса сниматься в кино, Ларионову уговорили показаться режиссёру:

Когда Алла Ларионова появилась перед Птушко на «Мосфильме», он, как и Довженко, озарился и воскликнул:
— Иди, девочка, в соседнюю комнату, закрой дверь, читай сценарий, готовься к съёмкам, с Герасимовым договорюсь! — и, обратившись ко мне, добавил: — У нас есть Любава!
— Георгий Натансон, «320 страниц про любовь и кино», 2012
Свою первую яркую роль сыграла и Лидия Вертинская:

Птушко придумал положить меня животом на длинную доску, приподнять голову, снизу приделать туловище птицы, а мои руки вдеть в крылья и снимать только фронтально! Я опешила, быстро сообразила, что долго я эту съёмку не выдержу. И, подумав, предложила ему свой вариант. В те годы я была очень тоненькая и худенькая, я села на стул, подобрала ноги, согнулась в коленках и стала совсем небольшой. Всем моё предложение понравилось.
 Мне сшили в мастерской Большого театра корсет из крепкой ткани, со шнуровкой, и меня затягивали в этот корсет, одновременно с металлическим помостом, на котором я сидела.
— Лидия Вертинская, «Синяя птица любви», 2004
Юный Андрей Миронов прошёл пробы на роль нищего мальчика, но поддев под костюм лохмотьев тенниску, был снят со съёмок режиссёром.
В кинокартине много трюковых и комбинированных съёмок, осуществлённых силами цеха комбинированных съёмок «Мосфильма», впервые у Птушко появились кадры, снятые оператором Борисом Горбачёвым по методу блуждающая маска. Но возникали сложности не только производственного и технологического порядка, у кинокартины были оппоненты в лице художественного совета студии. Неудовольствие начальства вызывало не только сложное постановочное решение:

В эпизоде с варягами обнаружилась «неоправданная агрессия», оставляющая «невыгодное впечатление о поведении русских». Особенно опасными показались сцены в Индии, которую некоторые члены худсовета восприняли исключительно как страну с точным адресом, занимающую определенное географическое положение на планете: «Герои набивают казной мешки, ведут себя как мародёры. Снова герой играет на низменном чувстве». Словом, Садко Птушко представлялся тогда человеком «беспардонно-бесцеремонным во всех человеческих отношениях».
— Нина Спутницкая, «Искусство кино» № 5 2015
В итоге были полностью исключены приключения Садко с дружиной в Чёрном царстве и Стране восходящего солнца.

## В ролях
- Сергей Столяров — Садко
- Алла Ларионова — Любава Буслаевна
- Михаил Трояновский — Трифон
- Надир Малишевский — Вышата
- Борис Суровцев — Ивашка
- Юрий Леонидов — Кузьма Ларионович
- Иван Переверзев — Тимофей Ларионович
- Николай Крючков — Омельян Данилович
- Сергей Мартинсон — инок
- Михаил Астангов — магараджа
- Лев Фенин — предводитель варягов
- Степан Каюков — Морской царь
- Ольга Викландт — Царица-Водяница
- Нинель Мышкова — Ильмень-царевна
- Лидия Вертинская — Птица Феникс
- Василий Бокарёв — Тысяцкий (в титрах не указан)
- Сергей Калинин — боярин (в титрах не указан)
- Эммануил Геллер — визирь (в титрах не указан)
- Николай Хрящиков — варяг (в титрах не указан)

## Съёмочная группа
- Сценарий Константина Исаева
- Постановка Александра Птушко
- Главный оператор — Фёдор Проворов
- Художники:

- Евгений Куманьков
- Евгений Свидетелев

- Композитор — Виссарион Шебалин (редакция и дополнения)
- Звукооператор — Виктор Зорин
- Постановка танцев — Сергей Корень
- Оператор — Константин Петриченко
- Художник по костюмам — Ольга Кручинина
- Комбинированные съёмки:

- художник  — Сергей Мухин
- оператор — Борис Горбачёв (в титрах не указан)

- Оркестр Министерства кинематографии СССР
  - Дирижёр — Григорий Гамбург
- Директор картины — Макс Гершенгорин

## Прокат в США
«Садко» как призёр Венецианского кинофестиваля был показан в США в 1953 году с английскими субтитрами, распространителем выступила компания «Artkino Pictures Inc».
В 1962 году американский режиссёр и продюсер Роджер Корман выпустил в прокат в США новую версию под названием «Волшебное путешествие Синдбада» (англ. The Magic Voyage of Sinbad), сократив его до 79 минут, дублировав и поменяв имена персонажей и создателей: Сергей Столяров стал Эдвардом Столаром, Александр Птушко — Альфредом Поско и т. д.. 

«…стоит заметить, что Роджер Корман всегда был маргинальным продюсером; серьёзная голливудская студия едва ли такое бы себе позволила».
— Денис Корсаков , «Комсомольская правда» 10 февраля 2016
Автором адаптации русской былины в американскую сказку был Фрэнсис Коппола.
В 1993 году эта версия фильма была представлена в 505-м эпизоде (5-й сезон) комедийно-фантастического телесериала «Таинственный театр 3000 года», Кевин Мерфи, один из актёров сериала, в нескольких интервью рассказывал о своей любви к «захватывающему» визуальному стилю этого и других фильмов Александра Птушко. Пол Чаплин, сценарист телесериала, также выразил восхищение работой Птушко.

## Технические данные
- цветной
- звуковой
- 2454 метра

 Фильм был восстановлен на киностудии имени М. Горького в 1986 году:
- Режиссёр — Георгий Шепотинник
- Звукооператор — Павел Дроздов
- Дирижёр — Сергей Скрипка
- Музыкальный редактор — Юлиан Грюнберг
- Директор — Алексей Аборин

## Награды
- 1953 — приз «Серебряный лев» на Международном кинофестивале в Венеции[14], номинация — «Золотой лев»[15]. Кроме того, судьи фестиваля включили Сергея Столярова в список лучших актёров мира за полувековую историю кино[1].